# 혼나 와코우
혼나 와코우(일본어: 本名ワコウ)는 일본의 만화가이다. 2008년 모바맨에서 만화 <이웃 가치>로 연재를 시작해서 2009년 <엿보기 구멍>을 히트쳤다.

## 연재작
- 이웃 가치
- 엿보기 구멍
- 노조×키미
- 닿으면 들려와
- 알몸카메라
- 쾌감 동기